# Blue Öyster Cult
Blue Öyster Cult er et amerikansk rockband grundlagt i New York i 1967. Gruppen er speciel kendte for sange som "(Don't Fear) The Reaper", "Astronomy", "Godzilla", "Burnin' for You" og "Cities on Flame with Rock and Roll." De har solgt over 14 millioner albums i hele verden, hvoraf 7 millioner var i USA alene.

## Tidligere medlemmer

### Vokal
- Les Braunstein (1967–1969)

### Bas
- Andrew Winters (1967–1970)
- Joe Bouchard (1970–1986)
- Jon Rogers (1987–1995; nogle shows i 2007 & 2008)
- Greg Smith (1995)
- Danny Miranda (1995–2004; nogle shows i 2007, 2008 & 2009)

### Trommer
- Albert Bouchard (1967–1981, 1985 – California tour)
- Rick Downey (1981–1984)
- Thommy Price (1985)
- Jimmy Wilcox (1985–1987)
- Ron Riddle (1987–1991)
- Chuck Burgi (1991–1992, 1992–1995, 1996–1997)
- John Miceli (1992, 1995, få shows i 2008)
- John O'Reilly (1995–1996)
- Bobby Rondinelli (1991, få shows i 2008)
- Lou Robey (1992-2003)

### Keyboards
- Allen Lanier (1967–1985, 1987–2006)
- Tommy Zvoncheck (1985–1987; få shows i 2008 & 2009)

### Guitar
- Allen Lanier (1967–1985, 1987–2006)
- Al Pitrelli (1999)

## Diskografi
- Blue Öyster Cult (1972)
- Tyranny and Mutation (1973)
- Secret Treaties (1974)
- Agents of Fortune (1976)
- Spectres (1977)
- Mirrors (1979)
- Cultösaurus Erectus (1980)
- Fire of Unknown Origin (1981)
- The Revölution by Night (1983)
- Club Ninja (1985)
- Imaginos (1988)
- Cult Classic (1994)
- Heaven Forbid (1998)
- Curse of the Hidden Mirror (2001)
- The Symbol Remains (2020)